# Oncidium maculatum
Oncidium maculatum là một loài phong lan có ở México tới Trung Mỹ.

## Synonyms
Cyrtochilum maculatum Lindl. is the basionym. Other synonyms include:
- Oncidium funereum Lex.
- Cyrtochilum maculatum var. ecornutum Hook.
- Cyrtochilum maculatum var. parviflorum Lindl.
- Odontoglossum lindleyi Galeotti ex Lindl.
- Oncidium maculatum var. psittacinum Rchb.f. ex Lindl.
- Oncidium psittacinum Linden ex Lindl.
- Oncidium tigrinum Lindl.
- Oncidium lintriculus Kraenzl.
- Oncidium sawyeri L.O.Williams
- Odontoglossum johnsonorum L.O.Williams

## Hình ảnh

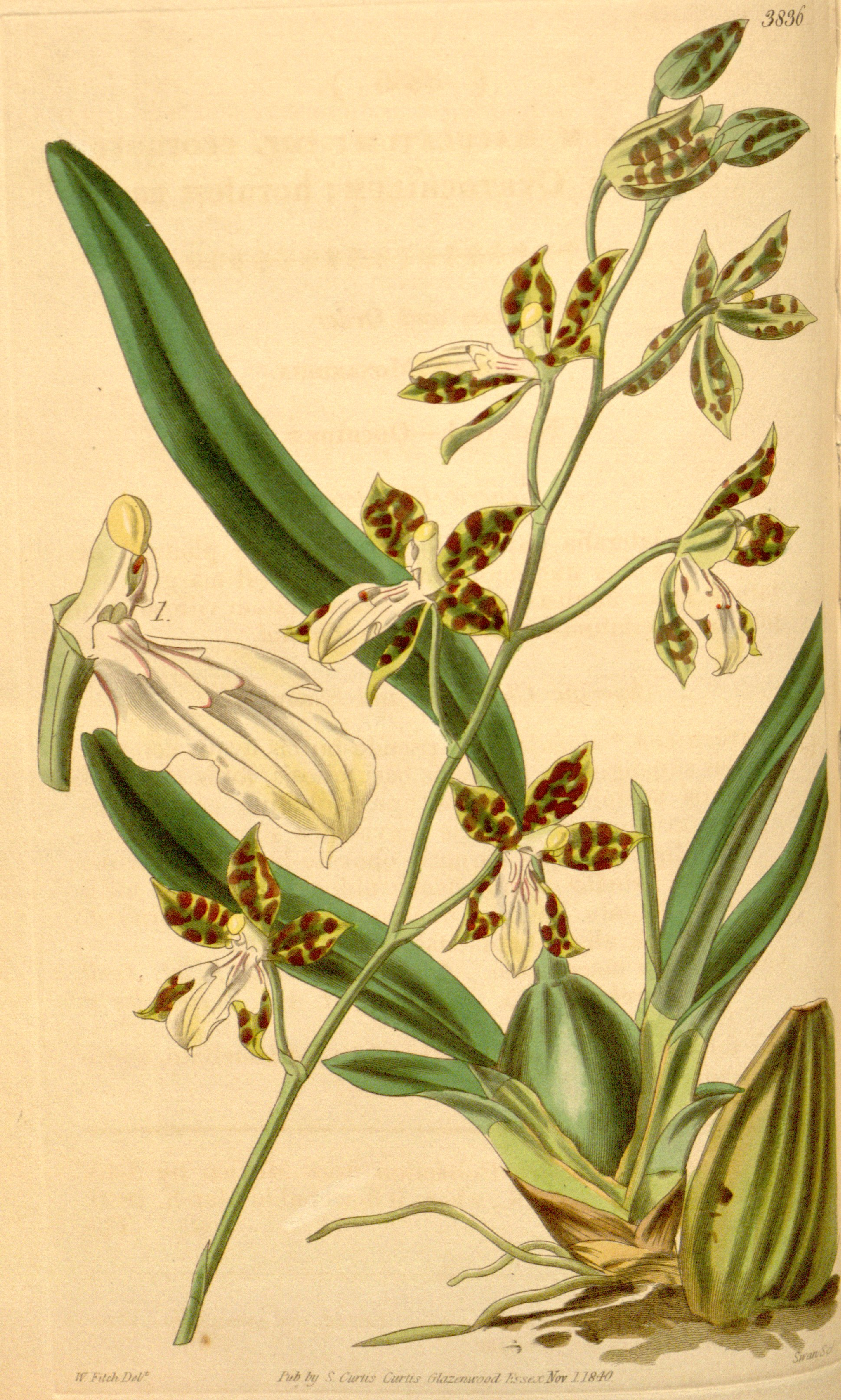
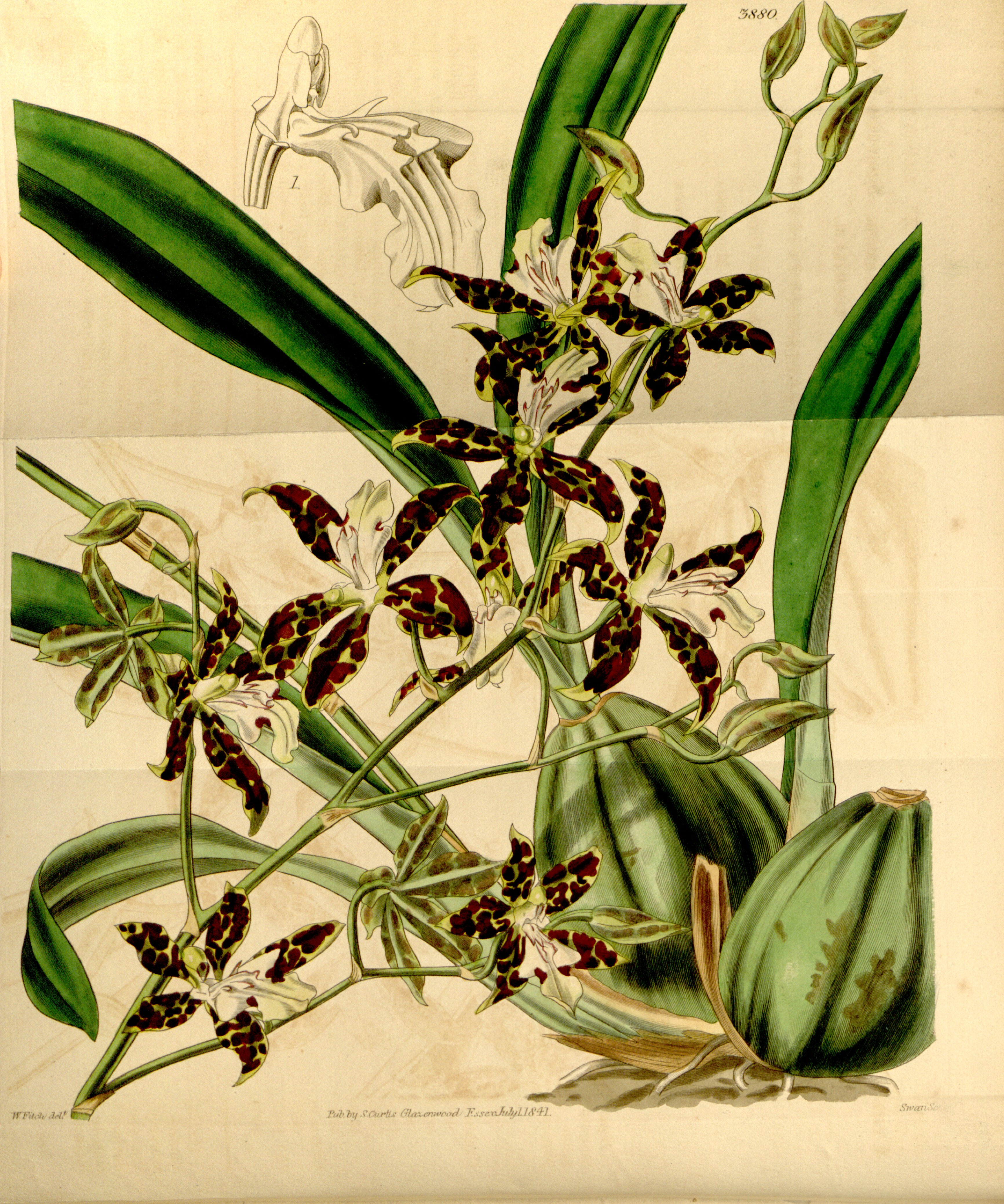
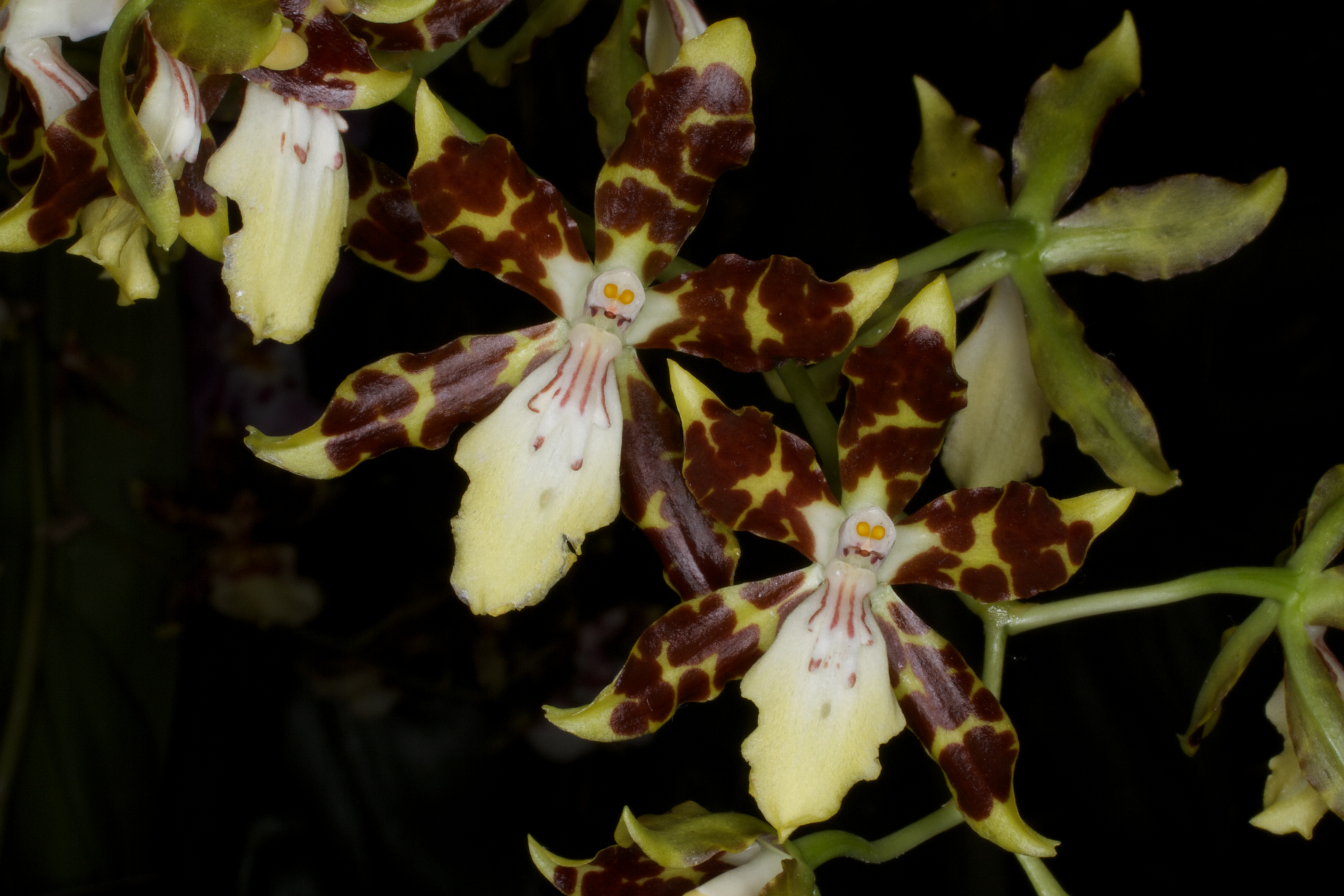